# Ass-Kicker
Ass-Kicker es un superhéroe de la compañía estadounidense Marvel comics y Icon Comics creado por Mark Millar y John Romita Jr.. Ass-Kicker apareció por primera vez en el número 1 de la revista de cómics Kick-Ass #1 (febrero de 2008).

## Historia del barredor Mirko Maciel
Todd Haynes es un amigo de Dave Lizewski. Más tarde, él se viste de Ass-Kicker y se convierte en un miembro de Justicia por siempre.
Al principio, Todd sirvió como su mayoría nada más que un carácter lateral. Sin embargo, él, junto con Marty, creó una nueva palabra maldición conocida como "tunk", que fue dicho por tres personajes de la serie a partir de su creación (Dave Lizewski, Mindy Macready, y John Genovese).

### Convertirse en Ass-Kicker
Dave y Marty le revelaron que son los superhéroes Kick-Ass y Battle Guy, y se les dijo a Todd de su equipo de superhéroes conocido como Justicia por siempre. Todd se unió al grupo, y se puso un traje que Marty describe como "algo que usaría cuando se promueve el matrimonio entre personas del mismo sexo". David comentó sobre cómo los nombres de superhéroes derivado de Todd fueron ("Kick-Ass Man", "Doctor Kick-Ass"), y este último decidió instalarse con el nombre Ass-Kicker. Todd fue de patrulla con Justicia para siempre, pero, a causa de un ataque liderado por Chris Genovese, el archienemigo de Dave, la policía ordenó el arresto de todos y cada individuo disfrazado en las calles. 

### Batalla de Times Square
En la batalla final de la historia, él trató de ocultarse, junto con Marty, mientras que los superhéroes y supervillanos lucharon entre sí. Al tratar de ocultarse, ellos tropezaron con la villana Mother Russia cayendo a plomo heroína Hit-Girl (alter ego de Mindy Macready).
Hit-Girl entonces mató a Mother Russia, que estaba demasiado distraída por los dos para hacer cualquier cosa. Después de la batalla final, la policía, que no podían diferenciar entre los héroes y los villanos, decidieron arrestar a todos. Mientras la multitud vitoreó a los héroes, que estaban siendo arrestados, Todd, Marty, y Dave escaparon en un callejón.
Con Hit-Girl bajo custodia, Dave recibe una carta de Mindy y descubre que ha heredado $ 2 millones en efectivo junto con todos los de McCready "armamento, vehículos y equipos de lucha contra el crimen", junto con instrucciones sobre cómo sacarla de la cárcel. Seis semanas más tarde, se vuelve a ensamblar los restos de Justicia para siempre e intenta llevarlos en una operación encubierta para liberar a Hit-Girl; el equipo se vio fuera de los muros de la prisión, sin embargo, y huye, dejando mindy en la celda de la prisión.

### La vida después de la Escuela secundaria
Seis meses más tarde, Dave se gradúa de la escuela secundaria y se muda a un apartamento en Hoboken con Todd, y los dos se van a trabajar a tiempo parcial, tanto en un restaurante de comida rápida y una tienda de cómics. Creyendo que él completamente jodio su vida personal, Dave siente que todo lo que ha dejado es Kick-Ass.
Mientras que en la patrulla, Kick-Ass y culo Kicker investigaron una serie de robos ocurridos en la zona. Kick-Ass intentó interrogar a un grupo de personas en un bar sobre la información, un hombre llamado Moscú reveló que al ladrón como Tay Weez y reveló su ubicación solo para vengarse de él por no pagar el dinero que debe. Kick-Ass y Ass-Kicker luego irrumpieron en la casa de Tay Weez y lo encontraron desmayado y borracho en su dormitorio. Lo ataron y llamaron a la policía para detenerlo. En la sede de Justicia para siempre, las tensiones fueron en aumento, ya que nadie ha hecho un arresto en siete semanas. Kick-Ass y Ass-Kicker estaban muy molesta con el nuevo superhéroe llamado El Exprimidor, que estaba tratando a la sede como si fuera su apartamento.

## Habilidades
Debido a sobrevivir a la batalla contra Chris Genovese, se puede suponer que Todd tiene algún grado de habilidad en el campo de combate gracias a algún tipo de formación con Justicia para siempre. Pero recordemos que se escondió durante la mayor parte de la batalla.

## Traje
En el cómic de Kick-Ass el traje de Todd es un traje de gimp tipo marrón y negro con una máscara del cabo con guantes botas y un cinturón de herramientas.
En la adaptación cinematográfica, su traje no es un traje tipo gimp sino un revés de traje de Dave, pero un material spandex apretado, y los colores son en lugar de un color verde con un ribete amarillo, pero un color amarillo con rayas verdes en el pecho y los brazos también, la máscara de color amarillo con dos rayas verdes que lleva y pequeños guantes verdes y botas verdes, no hay palos en el traje o una capa, o incluso un cinturón de herramientas.

## Aparición en otros medios

### Cine
- Apareció en el filme de 2010 Kick-Ass (película), interpretado por Evan Peters como el mejor amigo de Dave, el otro es Marty, pero solo apareció como Todd Haynes.

- En Kick-Ass 2 (película), interpretado por Augustus Prew. Después de que Dave y Marty se unieran a un equipo de superhéroes llamados Justicia para siempre, Todd también se convierte en un superhéroe y los intentos de formar parte del equipo, que se hace llamar "Ass-Kicker", pero Dave y Marty se burlan de su traje diciendo que le da Frogeye y cómo se está copiando el traje de Dave y su nombre, Marty lo llama "Ass Note" que le causó a enojarse con ellos, a continuación, se une a Los Mega Ojetes tóxicos confundiéndolo con otro equipo de superhéroes. Le revela la verdadera identida del señor Lizewski, siendo padre de Kick-Ass a The Motherfucker, que le gana un lugar como un teniente. Durante la pelea en el Toxic Mega Cunts escondite, Todd se une a Justicia para siempre en su lucha contra los Mega Ojetes Tóxicos después de que él se entera de que el plan de Motherfucker era matar a Kick-Ass. Él salva la vida a Battle Guy de ser asesinado por un miembro de los Mega Ojetes Tóxicos.

- Datos: Q20013224